# Epictia rufidorsa
Espèce
Synonymes
- Leptotyphlops rufidorsum Taylor, 1940
- Leptotyphlops rufidorsus Taylor, 1940

Statut de conservation UICN

 DD  : Données insuffisantes
Epictia rufidorsa est une espèce de serpents de la famille des Leptotyphlopidae.

## Répartition
Cette espèce est endémique du Pérou. Elle vit dans le désert de Nazca.

## Description
L'holotype de Epictia rufidorsa mesure 265 mm dont 12 mm pour la queue.

## Étymologie
Son nom d'espèce, du latin rufus, « rouge », et dorsa, « dos », fait référence à sa livrée.

## Publication originale
- Taylor, 1940 "1939" : Herpetological Miscellany No I. The University of Kansas science bulletin, vol. 26, n. 15, p. 489-571 (texte intégral).